# سعادت (قرة باشلو)
سعادت (بالفارسية: سادات) هي قرية تقع في إيران في خراسان رضوي. يقدر عدد سكانها بـ 266 نسمة بحسب إحصاء 2016.